# Lärft

Rysk skjorta av tunn naturfärgad vit linnelärft, 1600-talets slut. Livrustkammaren

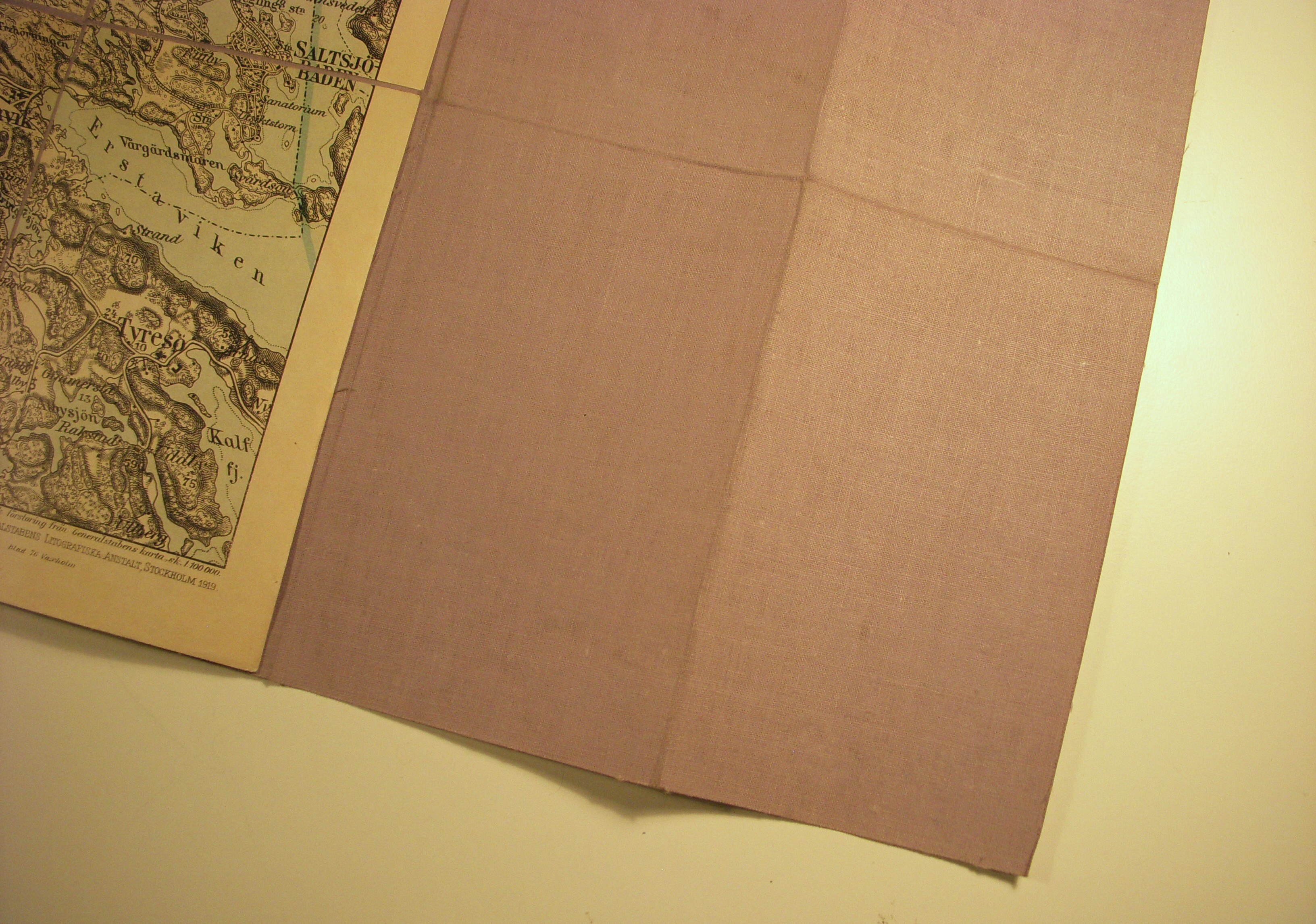
Lärft, på baksidan av en karta.

Lärft är tätvävda tyger i tuskaft, främst vita linnetyger, men även bomullstyger.
Förr kallades enkla stadiga vita bomulls- och linnetyger för lärft. Dessa vävdes ofta en aln breda och syddes sedan ihop vid stadkanten för att bli lakan. Lärft användes förr gärna på baksidan av kartor för att stabilisera dessa.
Slaglärft är en ålderdomlig benämning på kanvas.
Alicialärft är en bomullsvara som genom behandling med syra ges en glatt och sval yta som liknar linnets.

## Historik
Lärft är en tvåskaftad, tät väv, ursprungligen vävd av enbart lin (hellinnelärft), sedermera av lin och bomull i förening (halvlinnelärft) samt av bomull enbart (bomullslärft). Även förekommer så kallad blaggarns-(egentligen blångarns-)lärft, vävt blångarn. I bindningsläran ger man namnet lärft (tvåskaft eller taft) åt alla vävnader (oavsett deras material), som binder i tvåskaft, det vill säga vilkas alla udda varptrådar (1, 3, 5 och så vidare) är höjda över vartannat inslag, medan de jämna (2, 4, 6 och så vidare) är höjda över vartannat. Denna bindning – den första av de tre så kallade grundbindningarna (tuskaft, kypert och satin) – har sålunda det största möjliga antalet bindepunkter och till följd därav jämförelsevis större fasthet och styrka än andra bindningar. Lärftartade kallas en klass vävnadsbindningar, som genom fördubbling av varp- eller inslagstrådar eller bådadera härletts ur den enkla lärftbindningen. Hit höra rips- och panama- eller tvistbindningar av olika slag.